# Chamois
Chamois (valle d'aostai patois dialektusban Tsamoué; 1939 es 1946 között neve olaszosítva Camosio) egy község Olaszországban, Valle d’Aosta régióban.

## Elhelyezkedése

Chamois község Valle d'Aosta térképén

A szigeteket leszámítva Olaszország egyetlen olyan községe, amely nem érhető el autóval, csak gyalog, illetve a Buissonból vagy La Magdeleineből induló felvonókkal.

## Turizmus
Chamois kedvelt alpesi üdülőhely, elsősorban a téli sportok rajongói körében. 14 km hosszú sípályarendszerrel rendelkezik.